# Gnawa

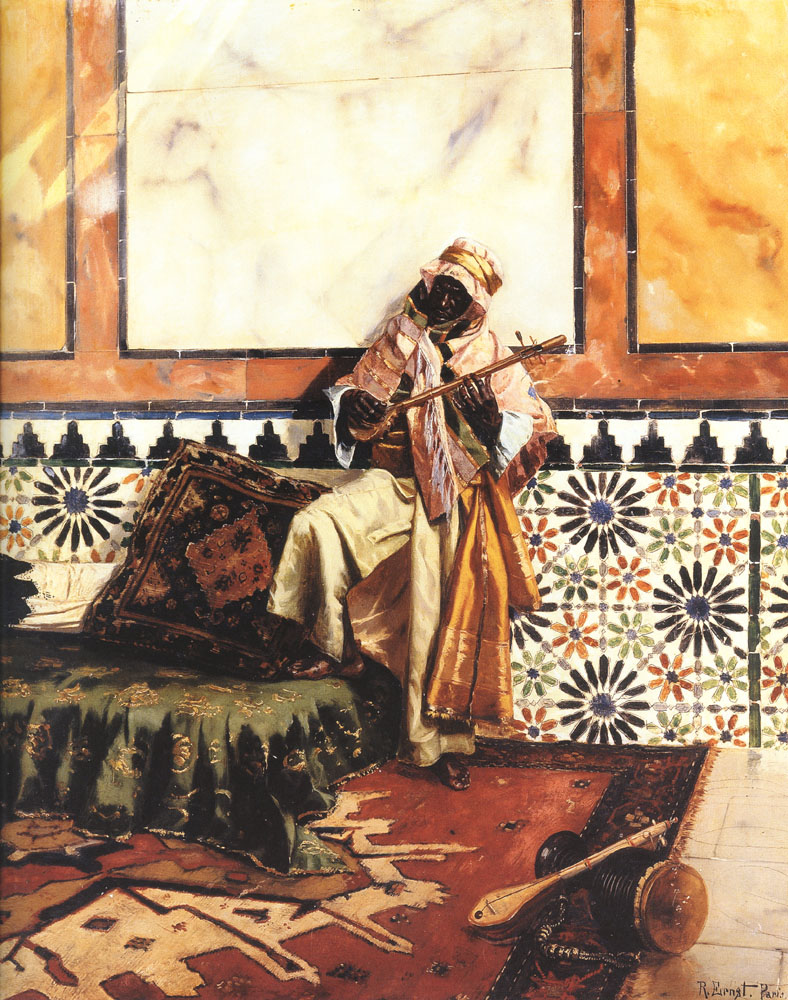
Gnawan v severoafrickém interiéru, Rudolf Ernst, 19. století

Gnawa je víceznačný pojem, který označuje jednak zvláštní etnikum, tak kulturní, náboženské a hudební tradice černé diaspory v Maroku. Otroci převážně ze Sahelu si uchovali své původní šamanistické, léčitelské tradice, které přizpůsobovali marockému islámskému prostředí. Někdy se o gnawě hovoří jako o synkrezi afrického šamanismu a marockého marabutismu (uctívání světců). Přestože komplikovaná liturgie (Lila) a adorcistní praxe gnawy zůstává na okraji náboženské společnosti Maroka, našla si gnawská hudba cestu k mnoha posluchačům z různých zemí a stala se tržně hodnotnou součástí světové muziky.